# Ludus Dacicus
De Ludus Dacicus was een gladiatorenschool in het Oude Rome. Het was een van de vier ludi die tussen 80 en 90 n.Chr. werden gebouwd door keizer Domitianus, om gladiatoren te trainen voor het nabijgelegen Colosseum.
De naam van deze school, die bekend is uit de Notitia en het Curiosum, twee vierde-eeuwse beschrijvingen van de districten van Rome, doet vermoeden dat hier krijgsgevangenen uit de Dacische oorlogen tot gladiator werden opgeleid. Uit twee bewaard gebleven fragmenten van de Forma Urbis Romae, de marmeren stadskaart uit het begin van de derde eeuw, kan worden opgemaakt dat de Ludus Dacicus in het derde district van Rome stond, waarschijnlijk tussen de Ludus Magnus en de Oppius heuvel, waar de Thermen van Trajanus stonden.
Er zijn geen restanten van het gebouw teruggevonden en daardoor is onbekend hoe het eruit heeft gezien. Een gelijkenis met de nabijgelegen Ludus Magnus ligt wel voor de hand.